# Statsorden
Statsorden är en orden som lyder under en stat, ofta med statschefen som stormästare. Statsordnar kan både falla inom kategorin riddarorden (en sammanslutning av riddare) och förtjänstorden (utmärkelse till förtjänta medborgare och utlänningar). 
Motsatsen till statsordnar är privata sällskapsordnar, som är ideella föreningar och inte har något offentligrättsligt syfte. 
En husorden eller "dynastisk orden" som lyder under en icke-regerande furstehus kan ses som ett slags mellanting mellan statsordnar och privata ordnar. Vissa ordnar som tidigare var statsordnar i en monarki som sedermera har blivit republik, har vid statsskickets förändring upphört att vara statsordnar men fortsatt att utdelas av den före detta monarken och senare av dennes efterträdare som huvudman för det avsatta kungahuset och då med hänvisning just till att de, trots att de förlorat tronen, fortfarande anser sig ha kunglig rang. Likaså kan även en republikansk exilregering fortsätta att utdela ordnar enligt statens tidigare ordning.
I Sverige har Carl XIII:s orden status av kunglig orden utan att vara statsorden och före ordensreformen på 1970-talet räknades den ofta upp tillsammans med de svenska statsordnarna, även om den alltså formellt inte räknas dit.

## Statsordnar i olika länder

### Danmark
- Elefantorden
- Dannebrogorden

### Finland
Huvudartikel: Finlands statsordnar
- Frihetskorsets orden
- Finlands Vita Ros’ orden
- Finlands Lejons orden

### Frankrike
- Hederslegionen

### Kanada
- Order of Canada

### Norge
- Sankt Olavs Orden
- Norska förtjänstorden

### Ryssland
- Andreasorden

### Sverige
Huvudartikel: Kungl. Maj:ts Orden
- Serafimerorden
- Svärdsorden
- Nordstjärneorden
- Vasaorden

### Storbritannien
- Strumpebandsorden
- Bathorden
- Order of the Companions of Honour
- Brittiska imperieorden

### Tyskland
- Förbundsrepubliken Tysklands förtjänstorden